# Francesc Xavier Joaquín Planes
Francesc Xavier Joaquín Planes   (Barcelona, 1947 - 1996), més conegut com a Xavier Joaquín, va ser un percussionista, compositor, director i pedagog.

## Biografia
Va estudiar piano i percussió al Conservatori Superior Municipal de Barcelona, amb un premi extraordinari en Percussió l’any 1973. Des de 1980 ha impartit aquesta última disciplina. Un dels seus primers i més significatius mestres de percussió va ser Siegfried Fink, que li va ensenyar a Suècia al 1974. Va obtenir el diploma en Percussió a la Universitat de Würzburg (Alemanya) l’any 1987.
El 1978, amb un escollit grup d’alumnes, va formar Percussions de Barcelona, formació pionera en el seu gènere a Espanya i que, des de llavors, ha donat a conèixer l’obra dels principals creadors del segle xx, al mateix temps que ha estimulat la creació dels autors locals mitjançant encàrrecs i estrenes.

## Obra
Ha escrit algunes obres didàctiques en aquest àmbit així com diverses composicions i adaptacions, freqüentment ideades per grups o instruments de percussió, com Drei Szenen, de 1981, per a timbales, o l’adaptació d’una suite per a marimba, de 1990.

#### Obres didàctiques
- Xilòfon I-II, Barcelona, Catalana d’Edicions Musicals, 1982.
- Marimba I, Barcelona, Catalana d’Edicions Musicals, 1983.

- Timbales I-III, s. Ed.